# Королёв, Николай Михайлович
Николай Михайлович Королёв (1927—2001) — младший сержант Рабоче-крестьянской Красной Армии, участник Великой Отечественной войны, Герой Советского Союза (1945).

## Биография
Николай Королёв родился 28 декабря 1927 года в деревне Зуи (ныне — Пустошкинский район Псковской области). После окончания шести классов школы работал в колхозе. С августа 1943 года воевал в составе партизанского отряда. В июле 1944 года Королёв был призван на службу в Рабоче-крестьянскую Красную Армию. К апрелю 1945 года младший сержант Николай Королёв командовал пулемётным расчётом 1336-го стрелкового полка 319-й стрелковой дивизии 43-й армии 3-го Белорусского фронта. Отличился во время боёв в Восточной Пруссии.
7 апреля 1945 года Королёв подобрался вплотную к центральному узлу немецкой обороны на подступах к Кёнигсбергу и забросал гранатами вражеский дзот, уничтожив всех, кто там находился. 9 апреля 1945 года он поднял в атаку своё подразделение, получил тяжёлое ранение, но продолжал сражаться.
Указом Президиума Верховного Совета СССР от 19 апреля 1945 года младший сержант Николай Королёв был удостоен высокого звания Героя Советского Союза с вручением ордена Ленина и медали «Золотая Звезда».
После окончания войны Королёв был демобилизован. Проживал в деревне Дракуново Пустошкинского района. Скончался 16 августа 2001 года.
Был также награждён орденами Отечественной войны 1-й степени и Красной Звезды, рядом медалей.

## Память
- Мемориальная доска в память о Королёве установлена Российским военно-историческим обществом на здании Алольской средней школы Пустошкинского района, где он учился.